# بيني مورتون
بيني مورتون (بالإنجليزية: Benny Morton)‏ هو عازف جاز أمريكي، ولد في 31 يناير 1907 في نيويورك في الولايات المتحدة، وتوفي بنفس المكان في 28 ديسمبر 1985.

## وصلات خارجية
- بيني مورتون على موقع ميوزك برينز (الإنجليزية)
- بيني مورتون على موقع قاعدة بيانات برودواي على الإنترنت (الإنجليزية)
- بيني مورتون على موقع أول ميوزيك (الإنجليزية)
- بيني مورتون على موقع ديسكوغز (الإنجليزية)